# Барнет, Грэм Макрей
Грэм Макрей Барнет (англ. Graeme Macrae Burnet; род. 1967, Килмарнок, Айршир) — шотландский писатель. Лауреат ряда литературных наград.

## Биография
Бернет родился в 1967 году в Килмарноке. Получил степени по английской литературе и международным исследованиям в области безопасности в Университете Глазго и Сент-Эндрюсском университете соответственно. После университета несколько лет преподавал английский как второй язык в Праге, Бордо, Порту и Лондоне, а затем вернулся в Глазго и в течение восьми лет работал в различных независимых телевизионных компаниях.
Периодически пишет для The Guardian, The Observer и Le Monde. Его первый роман, «Исчезновение Адель Бёдо», принес ему премию Scottish Book Trust New Writer Award в 2013 году, второй роман, «Его кровавый проект» (2015), был включён в шорт-лист Букеровской премии 2016 года. Третий роман, «Авария на A35», продолжение романа «Исчезновение Адель Бёдо». В 2017 году стал победителем в номинации «Автор года» от издания Sunday Herald Culture Awards. В одной из рецензий в The Guardian романы Бернета были названы экспериментом с жанром, который можно назвать «ложным тру-крайм». В июле 2022 года роман Барнета «Case Study» (2021) был включен в лонг-лист Букеровской премии.

## Романы

### «Исчезновение Адель Бедо» (2014)
Действие романа «Исчезновение Адель Бёдо» происходит во Франции, в маленьком городке. Это убедительный психологический портрет своеобразного аутсайдера, доведенного до предела его собственным лихорадочным воображением. Роман получил премию New Writer’s Award от Шотландского книжного фонда и был включен в лонг-лист номинантов на премию Waverton Good Read Award. Газета The Herald назвала его «захватывающим психологическим триллером… очень доступным и приносящим глубокое удовлетворение».

### «Его кровавый проект» (2015)
Второй роман Бернета рассказывает о жестоком тройном убийстве в отдалённой шотландской общине Хайленд в 1860-х годах. Получивший признание критиков и популярность среди читателей, роман завоевал премию Saltire Society Fiction Book of the Year Award и премию Vrij Nederland Thriller of the Year Award. Книга была включена в шорт-лист Букеровской премии, премии Los Angeles Times Book Awards и European Crime Fiction Prize 2017 года и был опубликован более чем на 20 языках. Джейк Керридж из The Telegraph назвал его «потрясающим произведением», а в одной из рецензий в The Guardian говорилось, что роман «вполне заслуживает того широкого внимания, которое ему принесла номинация на Букер».

### «Авария на A35» (2017)
Роман «Авария на A35» является продолжением романа «Исчезновение Адель Бёдо» и второй частью Сент-Луисской трилогии. Роман был включён в лонг-лист премии Theakston Old Peculier Crime Novel of the Year 2018 и Hearst Big Book Awards — Harpers Bazaar Modern Classics 2018.

### «Случай из практики» (2021)
Роман, изданный издательством Saraband, вошёл в лонг-лист Букеровской премии 2022 года.